# محمد إلويس
محمد إلويس (1950 -)، ممثل، ومخرج ومونولوجست وإعلامي كويتي.

## حياته
اسمه الحقيقي  حمود محمد الظفيري من مواليد 1950 ، تخرّج في القاهرة (1981 - 1982)، وحصل على بكالوريوس إدارة أعمال مبعوثاً من وزارة الأعلام ودبلوم عالٍ من أكاديمية الفنون - المعهد العالي للفنون الموسيقية، ودبلوم إنتاج وإخراج من تلفزيون لندن، ظهر في السبعينات وقدم العديد من البرامج واشهرها مسابقات رمضان وله أيضا بعض الأغاني الشهيرة مثل «شيلي غشك» و«النعامة طير كبير» و«الدنيا مظاهر» و«يا ساتر من هل المواتر». شكل ثنائيًا مع حليمة بولند في برامج المسابقات في تلفزيون دولة الكويت.